# لیگ فوتبال استرالیایی
لیگ فوتبال استرالیایی (انگلیسی: Australian Football League یا به‌صورت مخفف: AFL) لیگ حرفه‌ای فوتبال استرالیایی است که از سال ۱۸۹۷ تاکنون در کشور استرالیا برگزار می‌شود.
باشگاه‌های کارلتون و ایسندون با ۱۶ قهرمانی پرافتخارترین باشگاه‌های تاریخ این لیگ محسوب می‌شوند.